# Chaguaya (Tarija)
Chaguaya (auch: San José de Chaguaya) ist eine Ortschaft und bedeutender Wallfahrtsort im Departamento Tarija im südamerikanischen Andenstaat Bolivien.

## Lage im Nahraum
Chaguaya ist zentraler Ort des Cantón Chaguaya im Municipio Padcaya in der Provinz Aniceto Arce. Die Ortschaft liegt auf einer Höhe von 1973 m am rechten Ufer des Río Camacho, der weiter unterhalb an der Stadt Valle de Concepción vorbeifließt und in den Río Rochero mündet.

## Geographie
Chaguaya liegt günstig zwischen den verschiedenen Klimazonen des Landes am Rande der östlichen Anden-Gebirgskette am Übergang zum bolivianischen Tiefland, so dass meist mildes und angenehmes Wetter herrscht. In den Sommermonaten kommt es häufig zu wolkenbruchartigen Gewittern, der Rest des Jahres ist ausgesprochen niederschlagsarm.
Die mittlere Durchschnittstemperatur der Region liegt bei 19 °C (siehe Klimadiagramm Tarija), die monatlichen Durchschnittstemperaturen schwanken zwischen 14 °C im Juni und Juli und 22 °C im Dezember bis März. Der Jahresniederschlag beträgt etwa 550 mm, bei einer ausgeprägten Trockenzeit von April bis Oktober mit Monatsniederschlägen zwischen 0 und 30 mm und einer Feuchtezeit von Dezember bis Februar mit Monatsniederschlägen von etwa 120 mm.

## Verkehrsnetz
Chaguaya liegt in einer Entfernung von 55 Straßenkilometern südlich von Tarija, der Hauptstadt des Departamentos.
Von der Stadt Tarija aus führt die asphaltierte Nationalstraße Ruta 1 nach Südosten in Richtung auf die Städte Padcaya und Bermejo. Nach siebzehn Kilometern zweigt von der Hauptstraße eine asphaltierte Landstraße nach Westen ab, überquert nach fünf Kilometern das Tal des Río Guadalquivir und erreicht nach drei Kilometern die Ortschaft Valle de Concepción. Von dort führt eine unbefestigte Landstraße in südwestlicher Richtung und erreicht über Chocloca und Juntas nach dreißig Kilometern Chaguaya. Nach Padcaya sind es von hier aus noch einmal sechzehn Kilometer auf asphaltierter Straße.

## Wallfahrt zur Jungfrau von Chaguaya
Chaguaya ist über die Grenzen des Departamentos hinaus berühmt für seine Wallfahrtskirche, welche zu Ehren der Jungfrau Maria an dem Ort errichtet wurde, an dem sie der Legende nach Schäfern um 1750 erschienen war. Tausende Katholiken machen sich jedes Jahr zwischen Mitte August und Mitte September auf den Weg, um an einer der vielen Messen teilzunehmen, den Segen zu empfangen sowie Gebete und Fürbitten an die Jungfrau zu richten. Für einen großen Teil der Bevölkerung der Region hat diese Wallfahrt einen außerordentlich hohen Stellenwert unter den religiösen Feiertagen.
Ein anderer Aspekt ist die sportliche Herausforderung und das Abenteuer: Vor allem viele jüngere Leute wandern in kleinen Gruppen die ganze Nacht hindurch von der Stadt Tarija aus bis zu dieser 67,5 km entfernten Ortschaft. Nach ein paar Stunden Erholung gehen sie teilweise den gleichen Weg zurück. Es wird aber auch ein Transport mit Kleinbussen in beide Richtungen angeboten. In Chaguaya erwarten die Pilger zahllose Straßenhändler mit kleinen Andenken, Imbissen und Kerzen. Die Zahl der Menschen im Ort übertrifft die lokale Bevölkerung während dieser vier Wochen regelmäßig um ein Vielfaches.

## Bevölkerung
Die Einwohnerzahl der Ortschaft war in den vergangenen beiden Jahrzehnten deutlichen Schwankungen unterworfen:
| Jahr | Einwohner | Quelle       |
| ---- | --------- | ------------ |
| 1992 | 335       | Volkszählung |
| 2001 | 653       | Volkszählung |
| 2012 | 371       | Volkszählung |
| 2024 |           | Volkszählung |